# Aicom
Pour les articles homonymes, voir Aicom (homonymie).
Aicom était une entreprise japonaise de développement de jeux vidéo maintenant disparue. Le site internet officiel de Sammy Corporation indique qu'Aicom fut fondée est 1990 en tant que filiale. Toutefois, le jeu P-47 Thunderbolt: The Freedom Fighter sorti en 1989 sur PC Engine affiche ouvertement le nom de Aicom en tant qu'éditeur de ce titre. De plus, des recherches démontrent plusieurs jeux de 1988 et 1989 développés par Aicom.

## Liste de jeux Aicom
Il s'agit d'une liste de jeux Aicom classés par date de sortie, l'ordre dans les régions spécifiant où le jeu est sorti en premier.
| Titre                                                                               | Date       | Type                               | Plate-forme                           | Région du monde         |
| ----------------------------------------------------------------------------------- | ---------- | ---------------------------------- | ------------------------------------- | ----------------------- |
| Chuugoku Senseijutsu                                                                | 1988       | Divers                             | NES                                   | Japon                   |
| Amagon (Totsuzen! Macho Man in Japan)                                               | 1988, 1989 | Jeu d'action                       | NES                                   | Japon, Amérique du Nord |
| Hoops (Moero!! Junior Basket: Two on Two in Japan)                                  | 1988, 1989 | Jeu vidéo de sport                 | NES                                   | Monde entier            |
| The Legendary Axe (Makyou Densetsu in Japan)                                        | 1988, 1989 | Jeu d'action                       | TurboGrafx-16                         | Japon, Amérique du Nord |
| A.B. Cop                                                                            | 1989       | Jeu vidéo de course                | Jeu d'arcade                          | Amérique du Nord        |
| Flying Hero                                                                         | 1989       | Jeu d'action                       | NES                                   | Japon                   |
| P-47 Thunderbolt: The Freedom Fighter                                               | 1989       | Jeu d'action                       | TurboGrafx-16                         | Japon                   |
| All-Pro Basketball (Zenbei!! Pro Basketball in Japan)                               | 1989       | Jeu vidéo de sport                 | NES                                   | Amérique du Nord, Japon |
| Takeda Shingen                                                                      | 1989       | Jeu d'action                       | TurboGrafx-16                         | Japon                   |
| Racing Hero                                                                         | 1989       | Jeu vidéo de course                | Jeu d'arcade                          | Amérique du Nord        |
| Astyanax (The Lord of King in Japan)                                                | 1989, 1990 | Jeu de plates-formes               | Jeu d'arcade, NES                     | Monde entier            |
| Takin' It To The Hoop (USA Pro Basketball in Japan)                                 | 1989, 1990 | Jeu d'action                       | TurboGrafx-16                         | Japon, Amérique du Nord |
| The Mafat Conspiracy (Golgo 13 The Riddle of Icarus in Japan)                       | 1990       | Jeu d'action                       | NES                                   | Japon, Amérique du Nord |
| Tensei Ryuu: Saint Dragon                                                           | 1990       | Jeu d'action                       | TurboGrafx-16                         | Japon                   |
| Ultimate Basketball (Taito Basketball in Japan)                                     | 1990, 1991 | Jeu vidéo de sport                 | NES                                   | Amérique du Nord, Japan |
| Totally Rad (Magic John in Japan)                                                   | 1990, 1991 | Jeu d'action, Jeu d'aventure       | NES                                   | Japon, Amérique du Nord |
| Vice: Project Doom (Gun-Dec in Japan)                                               | 1991       | Jeu d'action, Jeu vidéo de course  | NES                                   | Japon, Amérique du Nord |
| Blaster Master Boy (Blaster Master Jr. en Europe, Bomber King: Scenario 2 au Japon) | 1991       | Jeu d'action, Jeu de plates-formes | Game Boy                              | Monde entier            |
| Viewpoint                                                                           | 1992, 1995 | Isometric shooter                  | Jeu d'arcade, Neo-Geo AES, Neo Geo CD | Japon, Amérique du Nord |
| Football Fury (Ultimate Football in Japan)                                          | 1992, 1993 | Jeu vidéo de sport                 | SNES                                  | Japon, Amérique du Nord |
| Jyanshin Densetsu: Quest of Jongmaster                                              | 1994       | Puzzle                             | Jeu d'arcade                          | Japon                   |
| Pulstar                                                                             | 1995       | Jeu d'action                       | Neo-Geo AES, Neo Geo CD, Jeu d'arcade | Japon, Amérique du Nord |
| Fuuun Gokuu Ninjin                                                                  | 1996       | Jeu d'action                       | PlayStation                           | Japon                   |

## Liste de jeux Yumekobo
Il s'agit d'une liste de jeux Yumekobo classés par date de sortie, l'ordre dans les régions spécifiant où le jeu est sorti en premier.
| Titre                                                                    | Date       | Type                                | Plate-forme               | Région du monde         |
| ------------------------------------------------------------------------ | ---------- | ----------------------------------- | ------------------------- | ----------------------- |
| Blazing Star                                                             | 1998       | Shoot 'em up                        | Jeu d'arcade, Neo-Geo AES | Amérique du Nord, Japon |
| Pocket Tennis                                                            | 1998, 1999 | Jeu vidéo de sport                  | Neo Geo Pocket Color      | Japon, Amérique du Nord |
| Puzzle Link (Tsunagete Pon! Color in Japan)                              | 1999       | Puzzle                              | Neo Geo Pocket Color      | Japon, Amérique du Nord |
| Pocket Tennis Color                                                      | 1999       | Jeu vidéo de sport                  | Neo Geo Pocket Color      | Japon, Amérique du Nord |
| Biomotor Unitron                                                         | 1999       | Jeu vidéo de rôle, Jeu de stratégie | Neo Geo Pocket Color      | Japon, Amérique du Nord |
| Prehistoric Isle 2 (Genshitou 2 in Japan; Jointly developed with Saurus) | 1999       | Shoot 'em up                        | Jeu d'arcade              | Amérique du Nord, Japon |
| Biomotor Unitron 2                                                       | 2000       | Jeu vidéo de rôle, Jeu de stratégie | Neo Geo Pocket Color      | Japon                   |
| SNK Gals' Fighters                                                       | 2000       | Jeu de combat                       | Neo Geo Pocket Color      | Monde entier            |
| Puzzle Link 2 (Tsunagete Pon! 2 in Japan)                                | 2000       | Puzzle                              | Neo Geo Pocket Color      | Japon, Amérique du Nord |